# Diego del Carpio
Diego del Carpio ist ein Ort und eine zentralspanische Gemeinde (municipio) mit 106 Einwohnern (Stand: 2024) in der Provinz Ávila in der Autonomen Region Kastilien-León. Neben dem Hauptort Diego Alvaro gehört die Ortschaft Carpio Medianero zur Gemeinde Diego del Carpio.  

## Lage
Diego del Carpio befindet sich in den nördlichen Ausläufern der Sierra de Gredos gut 55 Kilometer westlich von Ávila in einer Höhe von 1050 m. Das Klima im Winter ist kühl, im Sommer dagegen trotz der Höhenlage durchaus warm; der Regen (ca. 525 mm/Jahr) fällt – mit Ausnahme der nahezu regenlosen Sommermonate – verteilt übers ganze Jahr.

## Bevölkerungsentwicklung
| Jahr      | 1981 | 1991 | 2001 | 2011 | 2021 |
| Einwohner | 537  | 408  | 273  | 174  | 118  |

## Sehenswürdigkeiten

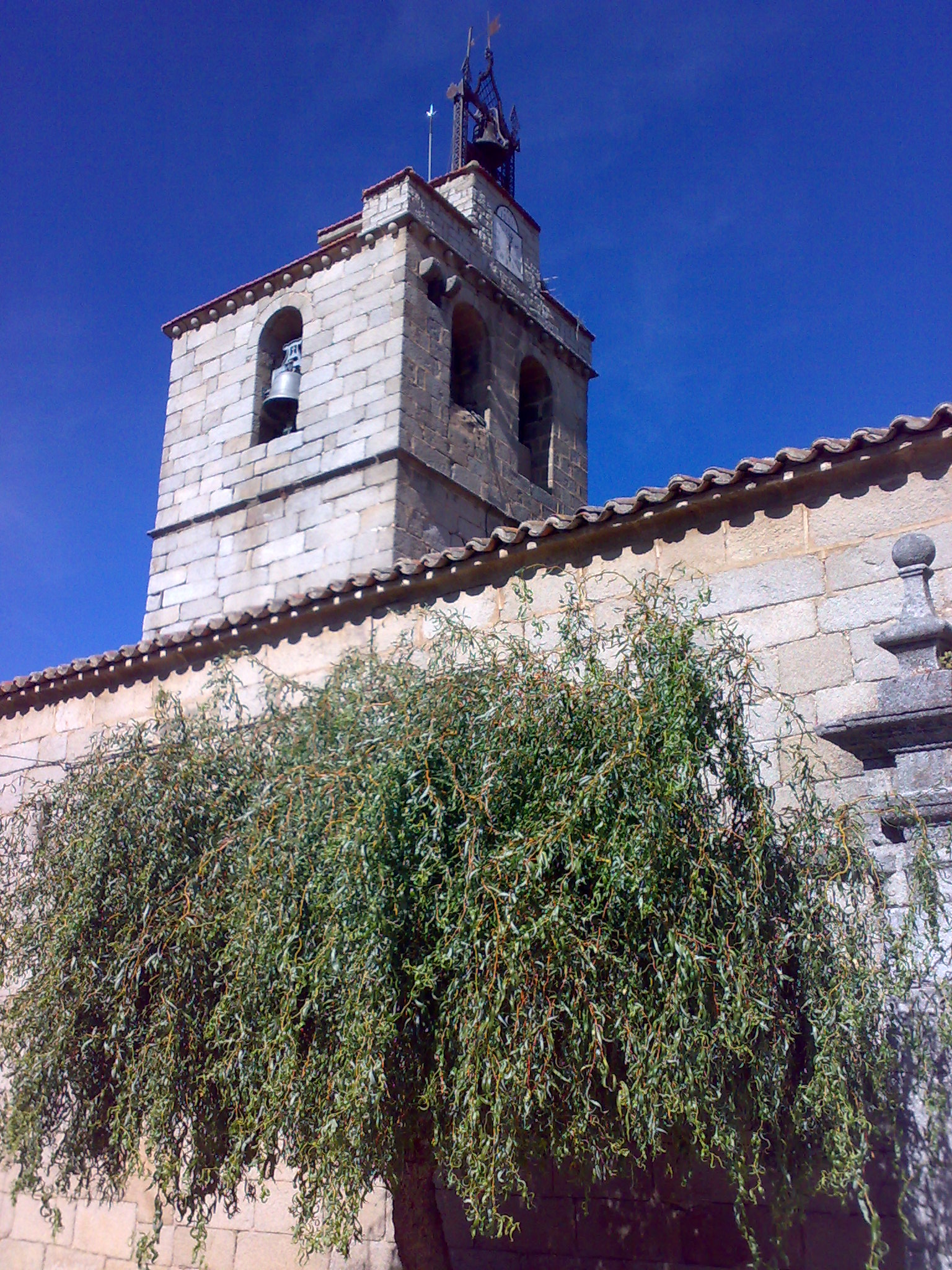
Johannes-der-Täufer-Kirche

- Johannes-der-Täufer-Kirche